# Funambulus layardi
Funambulus layardi är en däggdjursart som först beskrevs av Edward Blyth 1849. Den ingår i släktet Funambulus och familjen ekorrar.
Artepitet i det vetenskapliga namnet hedrar den engelska naturforskaren Edgar Leopold Layard.

## Underarter
Taxonomin är något omstridd. Wilson & Reeder skiljer mellan två underarter:
- F. l. layardi och
- F. l. dravidianus.

Catalogue of Life betraktar emellertid dessa endast som synonymer.

## Beskrivning
Den korta, mjuka och täta pälsen är på ovansidan svartbrun, ibland med ett gråspräckligt inslag, med tre längsstrimmor på ryggen, den mittersta är bredast och orangeaktig till färgen. Den yviga svansen är även den svartbrun med en rödaktig anstrykning. Buksidan är rödorange. Kroppen är 12 till 17 cm lång, den 14 cm långa svansen ej inräknad.

## Utbredning
Denna ekorre lever endemiskt på centrala och sydvästra Sri Lanka.

## Ekologi
Funambulus layardi är en dagaktiv ekorre som vistas i skogar från låglänta regnskogar och andra fuktiga skogar till fuktiga bergsskogar. Individerna uppehåller sig i träden.
Arten är en allätare med tonvikt på växtnäring som frukter, skott och nötter, men den tar också insekter när det är brist på annan föda.
Ekorren är monogam, hanen och honan bildar par för hela livet. Arten bygger ett bo av gräs, löv och växtfiber högt uppe i träden. I boet föder honan omkring tre ungar.

## Hot
IUCN kategoriserar arten globalt som sårbar, och populationen minskar kraftigt. Främsta orsakerna är habitatförlust till följd av skogsavverkning, utvecklingsprojekt och skogsbränder.